# Cymbites
Cymbites es una amonita enana subesférica suave del Jurásico inferior con un ombligo estrecho y profundo y una cámara corporal contraída, ahora incluida en Cymbitidae, una familia dentro de Psiloceratoidea.
Nombrado por Neumayr en 1878, Cymbites se ha encontrado en Columbia Británica, Francia, Túnez, Turquía y el Reino Unido.